# Stipiturus
A Stipiturus a madarak osztályának verébalakúak (Passeriformes) rendjébe és a tündérmadárfélék (Maluridae) családjába tartozó nem.

## Rendszerezésük
A nemet René Primevère Lesson francia orvos és ornitológus 1831-ben, az alábbi 3 faj tartozik ide:
- ligeti sertefarkú (Stipiturus mallee)
- vörössapkás sertefarkú (Stipiturus ruficeps)
- délvidéki sertefarkú (Stipiturus malachurus)

## Előfordulásuk
Ausztrália területén honosak. Természetes élőhelyeik a sivatagok, gyepek, szavannák és bozótosok. Állandó, nem vonuló fajok.

## Megjelenésük
Testhosszuk 15-19 centiméter körüli.